# Jude Ikechukwu Nworuh
Jude Ikechukwu Nworuh (født 9. juni 1989 i Lagos) er en nigeriansk fodboldspiller, der spiller for Bnei Yehuda Tel Aviv F.C. i Israel.
3. september 2012 blev det officielt at Jude Nworuh skiftede FC Midtjylland ud med AC Horsens, hvor der er udsigt til meget mere spilletid.
Nworuh er 170 cm høj, vejer 64 kg og spiller i angrebet. Før FCM spillede han i FC Ebedei i sit hjemland.